# Europese kampioenschappen BMX 2022
De Europese kampioenschappen BMX 2022 werden van 8 tot 10 juli georganiseerd in het Belgische Dessel.

## Medailleoverzicht

### Mannen
| Onderdeel      | Goud | Goud                                   | Zilver | Zilver                                            | Brons | Brons                                 |
| -------------- | ---- | -------------------------------------- | ------ | ------------------------------------------------- | ----- | ------------------------------------- |
| BMX elite      | GBR  | Kye Whyte                              | SUI    | Cédric Butti                                      | FRA   | Eddie Moore                           |
| BMX U23        | FRA  | Hugo Marszalek                         | FRA    | Tatyan Lui-Hin-Tsan                               | DEN   | Magnus Dyhre                          |
| BMX junioren   | NED  | Marcus Leth                            | LAT    | Mārtiņš Zadraks                                   | ITA   | Andrea Fendoni                        |
| Ploegentijdrit | FRA  | Léo Garoyan Dylan Gobert Arthur Pilard | ITA    | Giacomo Fantoni Martti Sciortino Giacomo Gargagli | GER   | Stefan Heil Julian Schmidt Kay Stindl |

### Vrouwen
| Onderdeel      | Goud | Goud                                         | Zilver | Zilver                                   | Brons | Brons                                           |
| -------------- | ---- | -------------------------------------------- | ------ | ---------------------------------------- | ----- | ----------------------------------------------- |
| BMX elite      | GBR  | Bethany Shriever                             | BEL    | Elke Vanhoof                             | FRA   | Camille Maire                                   |
| BMX U23        | DEN  | Malene Kejlstrup Sørensen                    | SUI    | Thalya Burford                           | SUI   | Nadine Aeberhard                                |
| BMX junioren   | NED  | Renske van Santvoort                         | GBR    | Emily Hutt                               | BEL   | Aiko Gommers                                    |
| Ploegentijdrit | FRA  | Léa Brindjonc Mathilde Doudoux Camille Maire | BEL    | Elke Vanhoof Aiko Gommers Valerie Vossen | LAT   | Vineta Pētersone Veronika Stūriška Līva Glāzere |

### Medaillespiegel
| Plaats | Land                | Goud | Zilver | Brons | Totaal |
| 1      | Frankrijk           | 3    | 1      | 1     | 5      |
| 2      | Verenigd Koninkrijk | 2    | 1      | 1     | 4      |
| 3      | Denemarken          | 2    | 0      | 1     | 3      |
| 4      | Nederland           | 1    | 0      | 0     | 1      |
| 5      | België              | 0    | 2      | 1     | 3      |
| 5      | Zwitserland         | 0    | 2      | 1     | 3      |
| 7      | Italië              | 0    | 1      | 1     | 2      |
| 7      | Letland             | 0    | 1      | 1     | 2      |
| 9      | Duitsland           | 0    | 0      | 1     | 1      |
| Totaal | Totaal              | 8    | 8      | 8     | 24     |